# La Luz, Tabasco
La Luz är en ort i Mexiko.   Den ligger i kommunen Huimanguillo och delstaten Tabasco, i den sydöstra delen av landet, 600 km öster om huvudstaden Mexico City. La Luz ligger 36 meter över havet och antalet invånare är 578.
Terrängen runt La Luz är mycket platt. Runt La Luz är det ganska tätbefolkat, med 62 invånare per kvadratkilometer. Närmaste större samhälle är Huimanguillo, 2,2 km nordost om La Luz. Omgivningarna runt La Luz är en mosaik av jordbruksmark och naturlig växtlighet.